# Scuola degli Albanesi
La Escuela Albanesa es un edificio en Venecia, norte de Italia.

## Historia

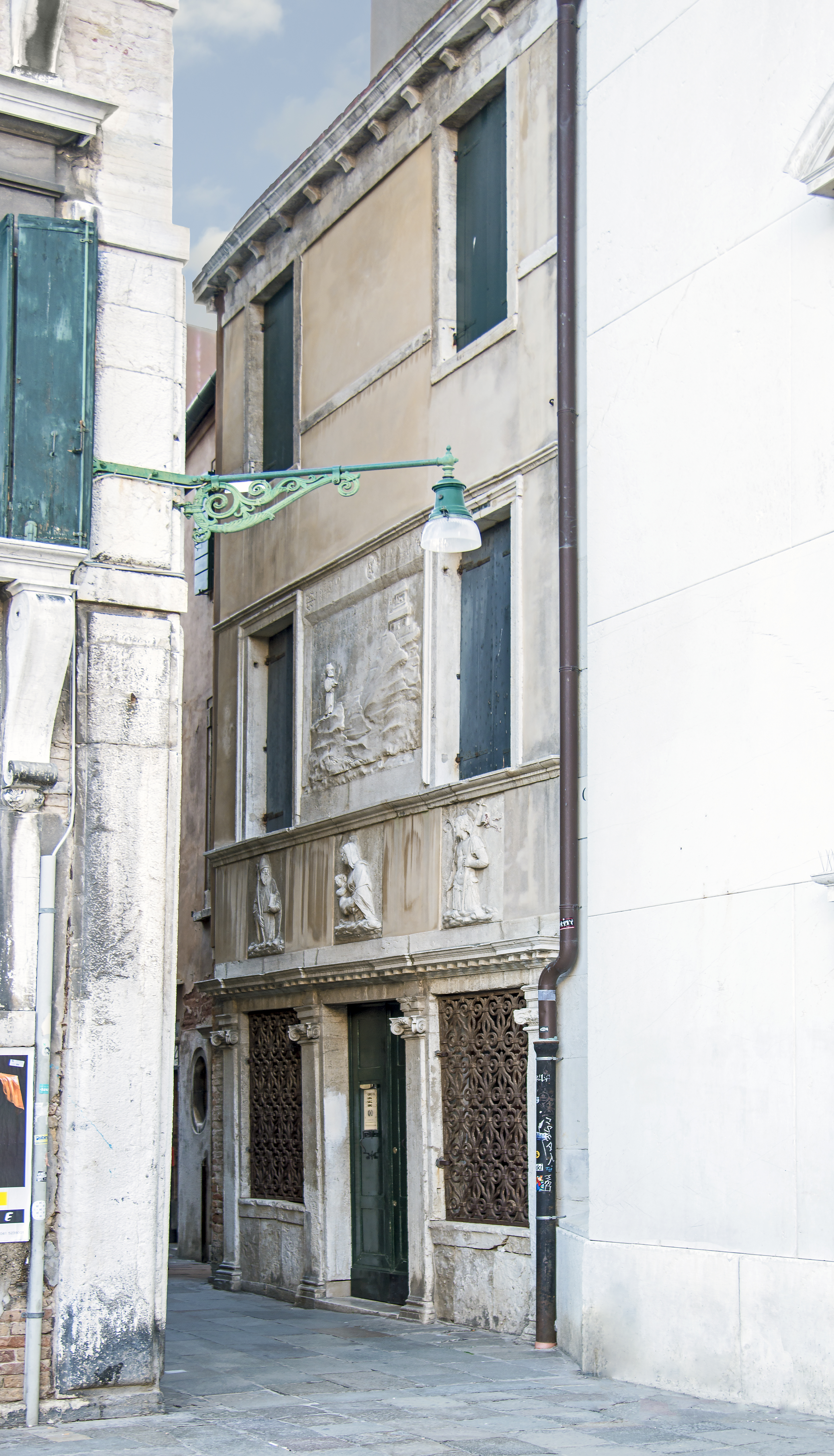
Escuela Albanesa

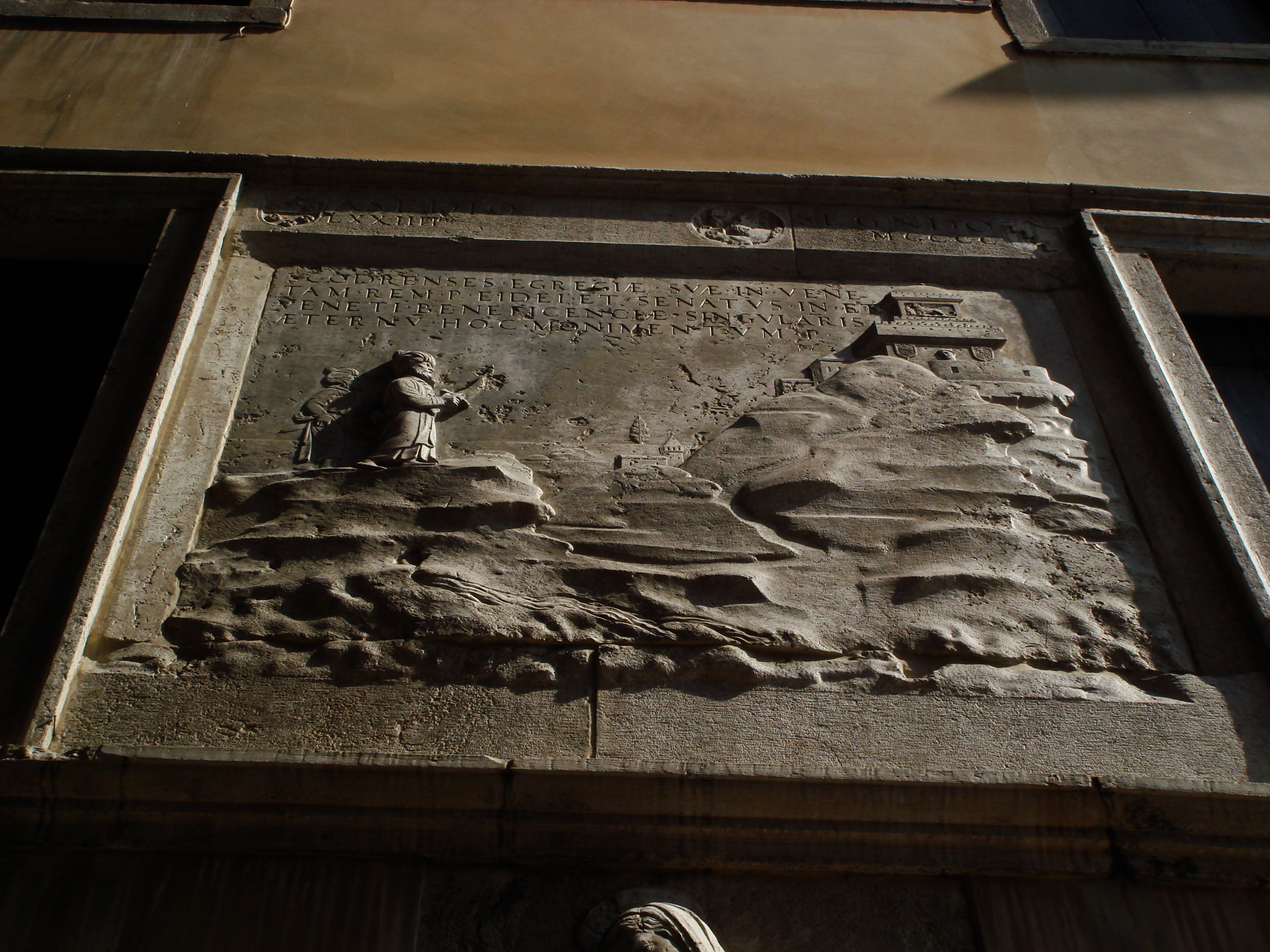
La fachada de la antigua Escuela Albanesa. Representa al sultán otomano Mehmet II asediando la ciudad albanesa de Scutari (entonces bajo el dominio veneciano). El asedio fracasó y la inscripción en latín agradece al gobierno veneciano por su ayuda.

Se estableció en 1442 como una hermandad de inmigrantes de Albania y sirvió como centro cultural y social de cristianos albaneses que residían o visitaban Venecia hasta el siglo XIX.  Inicialmente los miembros se reunían en San Severo, donde se había fundado un monasterio dedicado a San Galo en 810. San Galo fue elegido como el Patrono de la Escuela, junto con la Virgen del Buen Consilio, llamada por ellos "Nuestra Señora de Scutari", la Protectora de Albania.
En 1447 la Escuela se mudó a la iglesia de San Maurizio, donde tenían un altar y un lugar de entierro para sus miembros.  San Maurizio también fue venerado como el tercer patrono de la Escuela. El edificio original de dicha iglesia fue erigido en 699, pero fue demolido posteriormente. El edificio actual de la Cofradía data de finales del siglo XV. En 1531, la fachada fue decorada con los escudos de armas de las familias Loredan y Da Lezze, los héroes de los asedios Scutari de 1474 y 1479, junto con los relieves ejecutados por el taller de los hermanos Lombardo. Este último representa a la Virgen y el Niño con los Santos Galo y Mauricio y el Sultán Mehmed II asediando el castillo de Scutari (Shkodër), una alusión a cuando Albania fue amenazada por el avance de los turcos otomanos.
En 1504-1508, la sala principal, el "Albergo", fue decorada con un ciclo de grandes lienzos con las Historias de la Virgen por el pintor italiano Vittore Carpaccio.
En 1780 la Escuela Albanesa fue suprimida y el edificio se convirtió en el hogar de la Scuola dei Pistori (panaderos). En 1808, la escuela y todas las demás cofradías venecianas fueron clausuradas por las leyes napoleónicas y sus obras de arte se dispersaron. Hoy, las pinturas de Carpaccio se encuentran dispersas entre museos de Venecia, Milán y Bérgamo.